# Charles Silmon
Charles Silmon (Waco, 4 luglio 1991) è un velocista statunitense.

## Palmarès
| Anno | Manifestazione    | Sede    | Evento      | Risultato | Prestazione | Note                                             |
| ---- | ----------------- | ------- | ----------- | --------- | ----------- | ------------------------------------------------ |
| 2010 | Mondiali juniores | Moncton | 100 m piani | Argento   | 10"23       |                                                  |
| 2010 | Mondiali juniores | Moncton | 4×100 m     | Oro       | 38"93       | Miglior prestazione mondiale stagionale under 20 |
| 2013 | Mondiali          | Mosca   | 100 m piani | Batteria  | 10"34       |                                                  |
| 2013 | Mondiali          | Mosca   | 4×100 m     | Argento   | 37"66       |                                                  |
| 2014 | World Relays      | Nassau  | 4×100 m     | Batteria  | dq          |                                                  |